# Bradley Wright-Phillips
Bradley Wright-Phillips (* 12. března 1985) je anglický fotbalový útočník od ledna 2020 hrající za americký tým Los Angeles FC. Jeho otec je Ian Wright, anglický fotbalový reprezentant, bývalý hráč Arsenalu nebo Crystal Palace.

## Klubová kariéra
V sezoně 2003/04 byl nejlepším střelcem rezervy Manchesteru City. V prosinci 2004 si proti Middlesbrough FC připsal první start a první gól v Premier League. Poté už ale přidal pouze jeden gól. Po nepřesvědčivých výkonech byl 5. července 2006 prodán do druholigového Southamptonu za 500 000 liber. Hned ve své první sezoně vstřelil 11 gólů. Celkem za Saints odehrál 120 zápasů a vstřelil 24 gólů. Když na konci sezony 2008/09 Southampton sestoupil do 3. ligy, byl Wright-Phillips propuštěn. V červenci 2009 podepsal dvouletou smlouvu s druholigovým Plymouthem Argyle. Za Argyle debutoval v září 2009 proti Watfordu, ale poranil si koleno a do hry se vrátil až na začátku roku 2010. V lednu 2011 podepsal smlouvu ve třetiligovém Charltonu. V sezoně 2011/12 vstřelil ve 42 zápasech 22 gólů a výrazně tak pomohl k titulu a postupu do druhé ligy. V únoru 2013 odešel na půlroční hostování do Brentfordu a po sezoně byl propuštěn. V červenci 2013 Wright-Phillips přestoupil do amerického New York Red Bulls. Navzdory k pozdnímu připojení k týmu se stal důležitou součástí týmu, který vyhrál základní část a získal MLS Supporters' Shield. V dubnu 2014 vstřelil hattrick do sítě Houstonu a stal se prvním Angličanem, který to v MLS dokázal. Celkem v sezoně 2014 vstřelil 27 gólů a získal ocenění MLS Golden Boot pro nejlepšího střelce ligy. Po úspěšné sezoně podepsal s NYRB novou, vylepšenou smlouvu, která z něj udělala hráče nad rámcem platového stropu. V sezoně 2016 vstřelil 24 gólů, o jeden gól překonal Davida Villu a podruhé získal Golden Boot. V červenci 2018 vstřelil svůj 100. gól a překonal Taylora Twellmana jako hráče, který této mety dosáhl nejrychleji. V srpnu 2018 vedení NYRB oznámilo, že až hráč v týmu skončí, jeho číslo 99 bude slavnostně vyřazeno. Wright-Phillips v NYRB skončil v listopadu 2019, odehrál 240 zápasů, vstřelil 126 gólů. V únoru 2020 podepsal smlouvu v Los Angeles FC.

## Soukromý život
Wright-Phillips je synem Iana Wrighta, anglického fotbalového reprezentanta, bývalého hráče Arsenalu nebo Crystal Palace. Jeho starší bratr Shaun je také fotbalistou, dva roky spolu hráli za New York Red Bulls. Je ženatý, s manželkou Leann má 3 děti.